# Zdzisław Fogielman
Zdzisław Michał Fogielman (ur. 4 lipca 1934 w Sobakówku) – polski polityk, poseł na Sejm PRL VIII i IX kadencji.

## Życiorys
W 1953 skończył Średnie Studium Zawodowe w Krośnie i podjął pracę w Krośnieńskich Hutach Szkła jako hutnik szkła ręcznie formowanego. Członek Związku Harcerstwa Polskiego, Związku Młodzieży Polskiej i Związku Młodzieży Socjalistycznej. W 1963 wstąpił do Polskiej Zjednoczonej Partii Robotniczej. W latach 1976–1980 był radnym Wojewódzkiej Rady Narodowej w Krośnie. Członek Krajowej Rady Towarzystwa Przyjaźni Polsko-Radzieckiej. W 1980 uzyskał mandat posła na Sejm PRL z okręgu Krosno. Należał do komisji sejmowych: Budownictwa i Przemysłu Materiałów Budowlanych; Przemysłu Ciężkiego, Maszynowego i Hutnictwa oraz Przemysłu. W 1985 ponownie został posłem. W Sejmie IX kadencji zasiadał w Komisji Budownictwa, Gospodarki Przestrzennej, Komunalnej i Mieszkaniowej; Komisji Prac Ustawodawczych oraz w Komisji Nadzwyczajnej do rozpatrzenia projektów ustaw zmieniających przepisy dotyczące rad narodowych i samorządu terytorialnego. W latach 80. był członkiem Komitetu Wojewódzkiego PZPR w Krośnie.
Był członkiem zarządu Stowarzyszenia Miłośników Ziemi Krośnieńskiej.
Odznaczony Orderem Odrodzenia Polski, Medalem „Za Zasługi dla Ligi Obrony Kraju” oraz kilkoma tytułami. W 1987 wyróżniony wpisem do „Księgi zasłużonych dla województwa krośnieńskiego”. W 1989 otrzymał nagrodę wojewody krośnieńskiego.